# Djent
Il djent (/d͡ʒɛnt/) è un sottogenere del progressive metal, il cui termine è un'onomatopea che rimanda al suono prodotto dalle corde di chitarra più gravi suonate con la tecnica del palm mute e saturate con la tipica distorsione del genere.

## Origine
Il termine è stato coniato dagli svedesi Meshuggah e poi reso popolare su Internet da Misha Mansoor, chitarrista degli statunitensi Periphery.
I Meshuggah sono considerati i pionieri di questo genere: l'album del 2002 Nothing ne è un esempio, in cui cominciano a fare utilizzo di accordature molto basse e a comporre brani caratterizzati da sezioni ritmiche molto articolate, incentrate in particolar modo sulla poliritmia, elementi che caratterizzeranno tutti i loro album successivi.
Il genere deriva principalmente dal progressive metal, ma molte band provengono da metalcore e deathcore, come ad esempio After the Burial, Veil of Maya, Born of Osiris, The Contortionist e Within The Ruins; si è diffuso anche il termine "djentcore", per diversificare le band di stampo hardcore da quelle semplicemente strumentali (per esempio Animals as Leaders e Vitalism) o con voce pulita (come i Tesseract).

## Caratteristiche
Il djent è principalmente caratterizzato da una forte enfasi sul groove e sui ritmi sincopati, da un ampio uso di poliritmie (caratteristica derivata dal math rock) assieme alla complessità dei riff, in cui si trovano variazioni fra tonalità molto basse e alte (ad esempio nel brano Shadow dei Vildhjarta), spesso accompagnate da atmosfere create con chitarre clean riverberate o con l'effetto delay. Una particolarità importante riguarda la strumentazione, per via dell'utilizzo di chitarre elettriche spesso con 7 e 8 corde (in rari casi anche 9), o semplicemente di chitarre baritone, come nel caso degli Humanity's Last Breath.
Non è raro trovare nei brani djent suoni prodotti con sintetizzatori digitali o altri strumenti virtuali, essendo molto diffuso tra i musicisti di questo genere l'utilizzo di plugin come "Kontakt" sui software di registrazione musicale, per programmare ad esempio la batteria, le orchestre o strumenti particolari come il sitar.
La voce presenta caratteristiche comuni al metal, alternando parti di growl, scream (o altre tecniche di voce distorta) e spesso voci pulite come nel caso degli ERRA, Novelists, The Northern, Surroundings e Intervals. Altri gruppi, come gli Hacktivist, i Dropout Kings e i DVSR, si affidano a parti vocali di derivazione rap.